# Línea P-A / P-B (Montevideo)

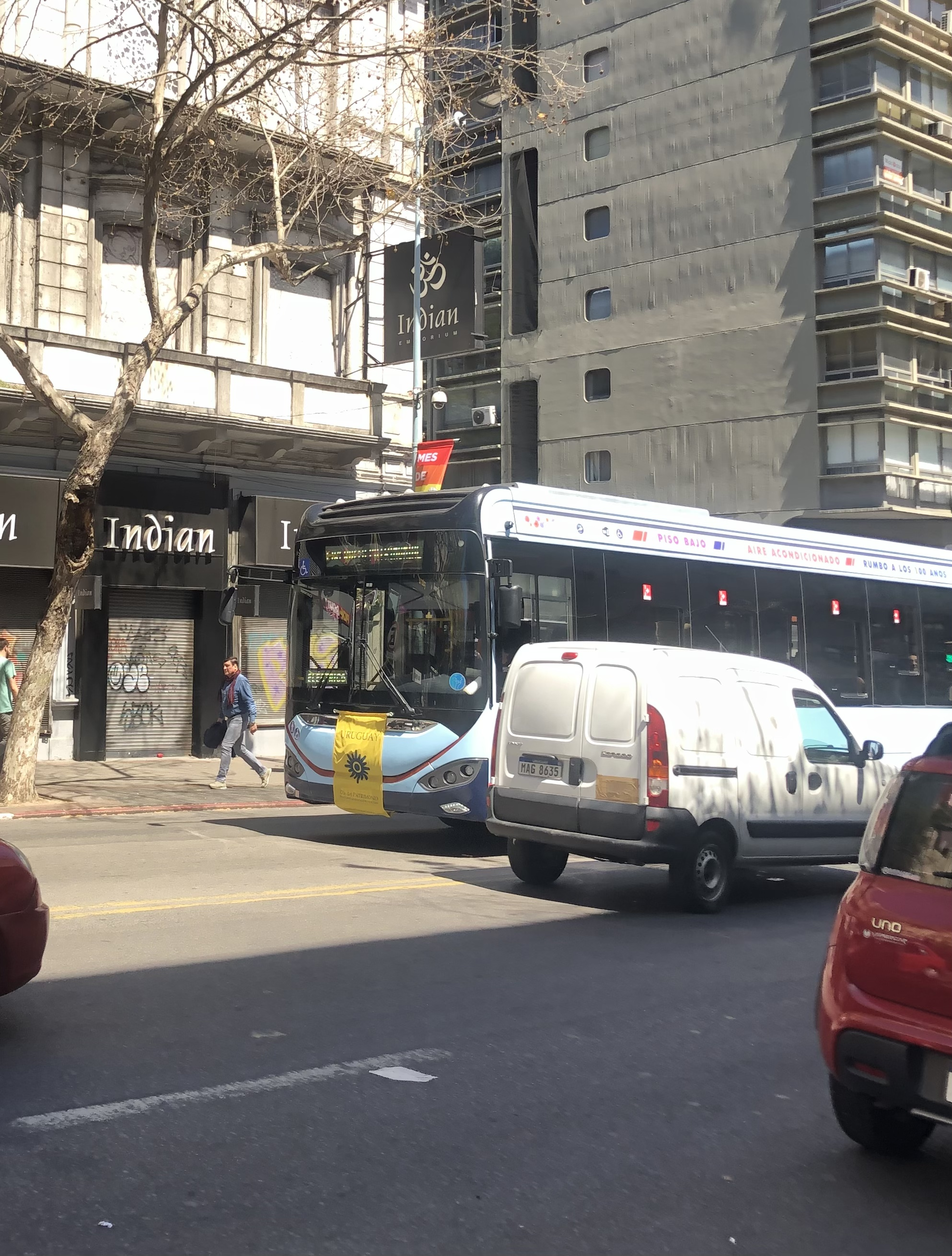
Línea P-A operada por una unidad Higer

Las líneas patrimoniales A y B son líneas especiales  de Montevideolos cuales operan únicamente durante la celebración del Día del Patrimonio circulando en modalidad de circuito por distintos puntos de valor histórico en Montevideo.

## Características
Durante la celebración del fin de semana del patrimonio, la línea parte desde la Puerta de la Ciudadela y circula por distintos puntos y edificios de valor patrimonial en Montevideo, tales como la Casa de Gobierno, el Palacio Municipal, el Palacio Legislativo, la Torre de las Telecomunicaciones y la Rambla de Montevideo en dos ocasiones.

## Recorridos

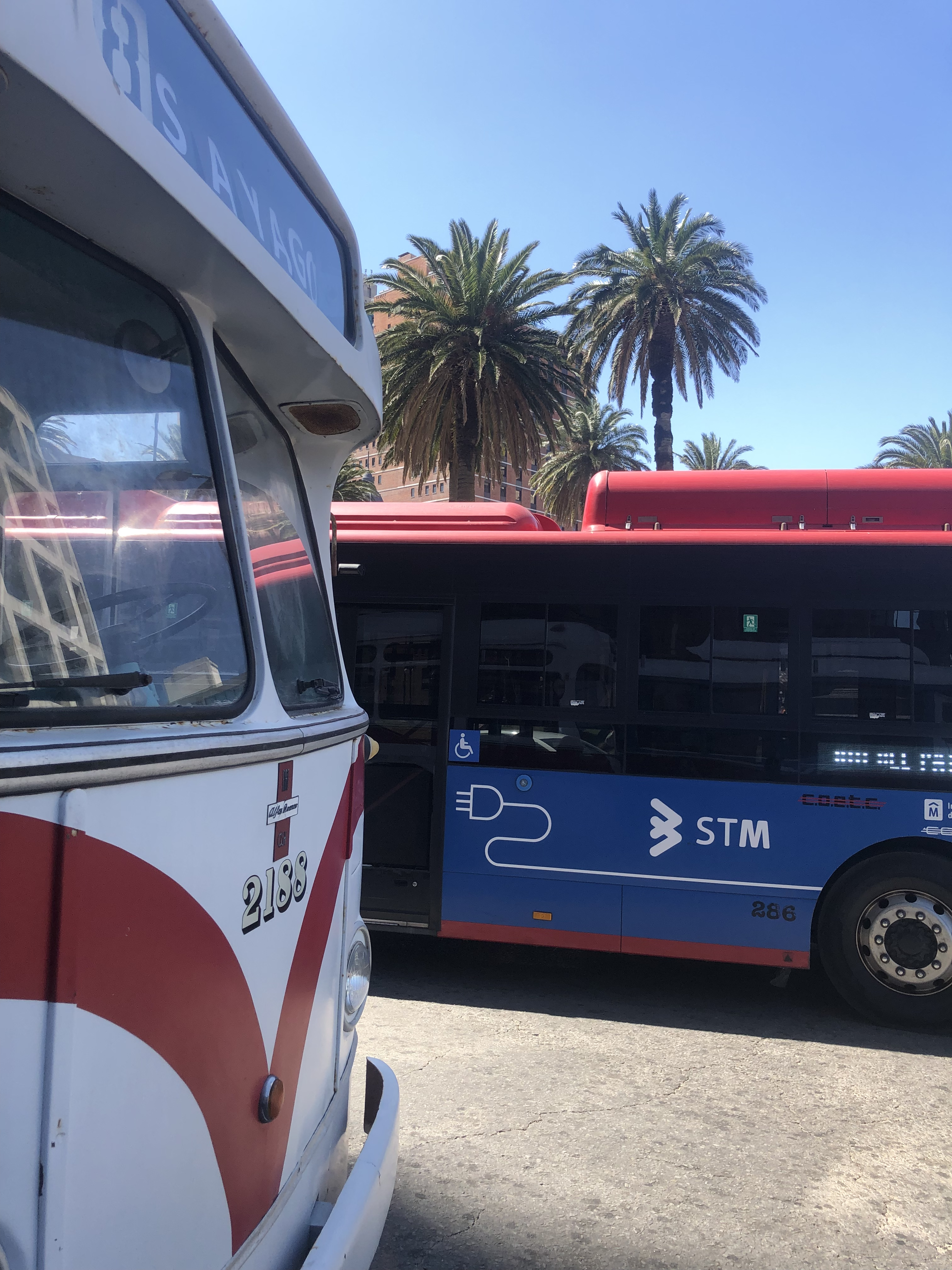
Línea P-B operada por Coetc

| Línea P-A (operada por la compañía Cutcsa) - Puerta de la Ciudadela - Plaza Independencia - Ciudadela - Rambla 25 de Agosto - Maciel - Cerrito - Lindolfo Cuestas - Buenos Aires - Plaza Independencia - Avenida 18 de Julio - Santiago de Chile - Gonzalo Ramírez - Minas - Colonia - Ejido - Miguelete - Hermano Damasceno - Yaguarón - Avenida de las Leyes - Colombia - Paraguay - Avenida del Libertador - Río Negro - Avenida 18 de Julio - Plaza Independencia | Línea P-B Operada por las cooperativas Coetc, Comesa y Ucot) - Puerta de la Ciudadela - Plaza Independencia - Florida - Canelones - Ciudadela - Rambla Sudamérica - Francisco Tajes - Paraguay - Lima - Rondeau - César Díaz - Avenida Agraciada - Avenida de las Leyes - Avenida del Libertador - Colonia - Julio Herrera y Obes - Avenida 18 de Julio - Santiago de Chile - Rambla - Ciudadela - Plaza Independencia |